# Haida Gwaii
Le Haida Gwaii (anche note in passato come Queen Charlotte Islands), sono un arcipelago canadese al largo della provincia della Columbia Britannica nell'Oceano Pacifico. È formato da due isole principali separate da uno stretto canale: isola di Graham (Kiis Gwaay) al nord e isola di Moresby (T'aawxii X̱aaydaɢ̱a Gwaay.yaay linaɢ̱waay, che letteralmente significa: "metà isola delle genti del sud", or Gwaay Haanas "Isola della Bellezza") al sud, più 150 isolotti minori, fra cui l'Anthony Island, e scogli per una superficie totale di 10180 km².

## Geografia
Ad est lo stretto di Hecate separa le isole dalle coste della Columbia Britannica; a nord lo stretto di Dixon le separa dall'isola Principe di Galles dell'arcipelago Alessandro in territorio statunitense, mentre a sud lo stretto Regina Carlotta le divide dall'isola di Vancouver. Le comunità indigene che si trovano su queste isole sono gli Haida, i Tlingit ed i Tsimshian.

## Centri abitati
Daajing Giids è il principale centro abitato delle isole, tra gli altri ci sono Aero, Beatty Anchorage, Cumshewa, Dadens, Delkatla, Gold Harbour, Jedway, Juskatla, Kiusta, Lockeport, Masset, Moresby Camp, Port Clements, Rose Harbour, Sandspit, Sewall, Tasu, Tlell.

## Storia
Fra i primi navigatori europei a giungere nell'arcipelago si ricordano lo spagnolo Juan Pérez per l'isola Langara nel 1774, il capitano James Cook nel 1778 ed il capitano George Dixon nel 1787. Fu proprio quest'ultimo a ribattezzarle con il nome del suo mercantile, intitolato alla regina Carlotta, moglie del re inglese Giorgio III. Il contatto con gli europei, per le popolazioni native, fu tragico. Dai 10-12.000 nativi che si stimava popolassero le isole (su una dozzina di villaggi), oltre il 90% morirono nel corso del XIX secolo in causa principalmente a malattie quali il vaiolo, ma anche tifo e sifilide. All'inizio del XX secolo erano rimaste meno di 700 persone. Oggi ne vivono circa 3.500, ma gli indigeni Haida si sono dispersi, mantenendo due piccole comunità di 1 000 abitanti a Skidegate e Old Masset. Nel giugno del 2010 il governo provinciale ha disposto il ripristino del toponimo Haida, che significa "isole del popolo".
Nel 2024, un accordo negoziato tra il governo della Columbia Britannica e la nazione Haida ha trasferito il possesso di più di 200 isole al popolo Haida, come riconoscimento del diritto di proprietà su Haida Gwaii. L'accordo è il primo di questo genere in Canada. 

## Economia
L'economia è fortemente legata allo sfruttamento forestale ed alla pesca che fornisce prodotti esportati sul continente. I servizi impiegano un terzo della forza lavoro, mentre il turismo inizia solo ora a rivestire una certa importanza.